# Baciki Bliższe
Baciki Bliższe – wieś w Polsce położona w województwie podlaskim, w powiecie siemiatyckim, w gminie Siemiatycze.
| SIMC    | Nazwa         | Rodzaj    |
| ------- | ------------- | --------- |
| 0039427 | Altain        | część wsi |
| 0039433 | Czysta Dolina | część wsi |

Wieś położona w ziemi mielnickiej w 1795 roku, wchodziła wraz z folwarkiem w skład klucza siemiatyckiego księżnej Anny Jabłonowskiej. W latach 1975–1998 miejscowość administracyjnie należała do województwa białostockiego.
Wierni kościoła rzymskokatolickiego należą do parafii Parafia św. Andrzeja Boboli w Siemiatyczach.